# Pleurostoma ootheca
Pleurostoma ootheca är en svampart som först beskrevs av Berk. & M.A. Curtis, och fick sitt nu gällande namn av M.E. Barr 1985. Pleurostoma ootheca ingår i släktet Pleurostoma och familjen Pleurostomataceae.   Inga underarter finns listade i Catalogue of Life.